# Krasnodon
Krasnodon (ukrainisch und russisch Краснодон – ukrainisch offiziell seit dem 12. Mai 2016 Sorokyne/Сорокине) ist eine Bergarbeiterstadt im äußersten Osten der Ukraine, in der Oblast Luhansk mit 43.000 (2016) Einwohnern.
Der Ort, der 1914 als Arbeitersiedlung gegründet wurde, hieß bis zu seiner Erhebung zur Stadt 1938 Sorokyne und wurde dann in Krasnodon umbenannt. Die Stadt war bis 2020 auch das Zentrum des gleichnamigen Rajons Krasnodon, jedoch kein Teil desselben.
Seit 2014 steht die Stadt de facto unter Kontrolle der nicht anerkannten Volksrepublik Lugansk.

## Geographie

### Geographische Lage
Krasnodon liegt am Fluss Welyka Kamjanka (Велика Кам'янка), einem Zufluss des Siwerskyj Donez. Durch die Stadt verläuft die Fernstraße M 04, die in Richtung Nordwesten nach etwa 50 km zur Oblasthauptstadt Luhansk und nach Osten, ab der russischen Grenze als M21, in die in etwa 20 km Entfernung liegende, russische Stadt Donezk führt.

### Stadtgemeinde
Die Stadtgemeinde gliedert sich in die 2 weiteren Städte
- Molodohwardijsk
- Suchodilsk

in die 8 Siedlungen städtischen Typs
- Hirne
- Enhelsowe (offiziell seit 2016 Buran/Буран[4])
- Iswaryne
- Krasnodarskyj
- Krasnodon (offiziell seit 2016 Teple/Тепле[5])
- Sjewernyj
- Sjewero-Hundoriwskyj
- Uralo-Kawkas

sowie die 4 Siedlungen
- Sachidnyj (Західний)
- Nowosimejkine (Новосімейкіне)
- Switlytschyne (Світличне)
- Schyroke (Широке).

## Geschichte
Am 12. März 2000 kam es auf dem Bergwerk Barakowa  in Krasdon zu einer Schlagwetterexplosion, bei der 81 Bergleute getötet wurden.

### Bevölkerungsentwicklung
| 1923  | 1926  | 1939   | 1959   | 1970   | 1979   | 1989   | 2001   | 2005   | 2016   |
| ----- | ----- | ------ | ------ | ------ | ------ | ------ | ------ | ------ | ------ |
| 4.035 | 4.933 | 22.287 | 37.952 | 69.459 | 47.868 | 52.885 | 50.560 | 48.026 | 43.658 |

Quelle: 1923–1970: ;
1979: ;
1989–2016: 

## Persönlichkeiten
- Walerij Fedoruk (* 1983), Squashspieler
- Serhij Smelyk (* 1987), Sprinter
- Denys Berintschyk (* 1988), Boxer
- Eleonora Romanowa (* 1998), rhythmische Sportgymnastin

## Sonstiges
Die Stadt ist Schauplatz des Romans "Die Junge Garde" (Молода гвардія) des sowjetischen Schriftstellers Alexander Fadejew, der die auf Tatsachen beruhende Geschichte um den Kampf und das Schicksal einer jugendlichen Widerstandsgruppe gegen die deutsche Okkupation (1942/43) während des Zweiten Weltkriegs beschreibt. Den grausam hingerichteten Jugendlichen ist in Krasnodon ein Gedenkkomplex mit Denkmal und Museum gewidmet.
Seit 1987 ist Krasnodon mit Molodohwardijsk über eine Oberleitungsbusstrecke verbunden.